# Amt Asperden
Das Amt Asperden war bis 1969 ein Amt im Kreis Kleve in Nordrhein-Westfalen. Es ging aus der Bürgermeisterei Asperden und der Bürgermeisterei Kessel hervor. Sein Gebiet gehört heute zur Stadt Goch im Kreis Kleve.

## Bürgermeistereien Asperden und Kessel
Der Raum Goch gehörte vor der Franzosenzeit zum Herzogtum Kleve, das seit dem 17. Jahrhundert zu Preußen gehörte. Von 1798 bis 1814 stand der linke Niederrhein unter französischer Herrschaft. Während dieser Zeit wurden nach französischem Vorbild zwei Mairien eingerichtet, die Mairie Asperden im Kanton Goch und die Mairie Ottersum im Kanton Kranenburg des Arrondissements Kleve im Rur-Departement.
Durch den Wiener Kongress wurde entschieden, dass der westliche Teil der Mairie Ottersum an die Niederlande fiel. Aus dem östlichen Teil der Mairie Ottersum wurde die Bürgermeisterei Kessel gebildet, die genau wie die Bürgermeisterei Asperden an Preußen fiel und 1816 zum neuen Kreis Kleve in der Provinz Jülich-Kleve-Berg, der späteren Rheinprovinz kam.
Die Bürgermeisterei Asperden umfasste die vier Gemeinden Asperden, Hassum, Hommersum und Hülm, während die Bürgermeisterei Kessel nur aus der Landgemeinde Kessel bestand.

## Amt Asperden
Am Ende des Jahres 1927 wurde die Bezeichnung aller rheinischen Landbürgermeistereien in „Amt“ geändert. Die beiden Bürgermeisterei hießen seitdem Amt Asperden und Amt Kessel. Wie alle preußischen Einzelgemeindeämter wurde das Amt Kessel am 1. November 1934 aufgehoben. Kessel wurde dadurch zunächst eine amtsfreie Gemeinde, aber am 1. Oktober 1936 in das Amt Asperden eingegliedert. Am 1. April 1956 wurde außerdem die Gemeinde Nierswalde in das Amt eingegliedert, das nun sechs Gemeinden umfasste:
- Asperden
- Hassum
- Hommersum
- Hülm
- Kessel
- Nierswalde

Am 1. Juli 1969 wurde das Amt Asperden durch das Gesetz zur Neugliederung des Landkreises Kleve aufgelöst. Seine sechs Gemeinden wurden in die Stadt Goch eingegliedert.

## Einwohnerentwicklung
| Jahr | Bm. Asperden | Bm. Kessel | Quelle |
| ---- | ------------ | ---------- | ------ |
| 1828 | 2517         | 0960       | [ 9 ]  |
| 1871 | 2721         | 1163       | [ 10 ] |
| 1885 | 2606         | 1124       | [ 11 ] |
| 1895 | 2824         | 1084       | [ 12 ] |
| 1910 | 3118         | 1131       | [ 13 ] |
| 1933 | 3637         | 1105       | [ 14 ] |
|      | Amt Asperden |            |        |
| 1939 | 4598         | 4598       | [ 14 ] |
| 1950 | 4959         | 4959       | [ 15 ] |
| 1961 | 5665         | 5665       | [ 16 ] |